# Sunnfjall
Sunnfjall är en ås i republiken Island. Den ligger i regionen Västfjordarna, 180 km norr om huvudstaden Reykjavík.